# 活得很滋味
活得很滋味在2005年8月22日播放，原為每天播放節目、平日半小時、週末一小時，後改為每週播放兩節一小時。內容包括外地旅遊特輯、本地專題系列、「煮得很滋味」、「昭君出菜」和「一粒鐘真人蘇」等。節目也曾遭人投拆整個節目皆是廣告。
外地旅遊特輯
早於啟播以來，活得很滋味已推出外地旅遊特輯，逢週四、五播放，後改在週日播放。由主持人或娛樂新聞台主播到世界各地拍攝當地特色，到訪地方包括中國大陸、台灣、日本、韓國、美國、英國、芬蘭、意大利等。不定時會推出與名人一起到外地暢遊，尤於更改在週日播放之後；曾邀藝人包括譚詠麟、林嘉欣、應兒、何超儀等。後來則由黃翠如、譚凱琪、潘杰寧及等主持人擔任此環節的主持。
本地專題系列
由黃翠如、譚凱琪、潘杰寧及等主持人介紹主題的相關物品或地方，主題包括每週新登場的商品、美食、特色房屋、名人房屋等。曾在週一至週三播放，現為週日時段的一部份。
煮得很滋味
原只為活得很滋味週一的烹飪節目，後增至每週兩節；活得很滋味轉為每週播放兩節後，曾暫停播放，後成為週日時段的一部份。煮得很滋味為獨立重播時所命名的節目名稱，內容為新派廚師教授精緻菜色，與有線另外數個烹飪節目定位不同。